# Mawil

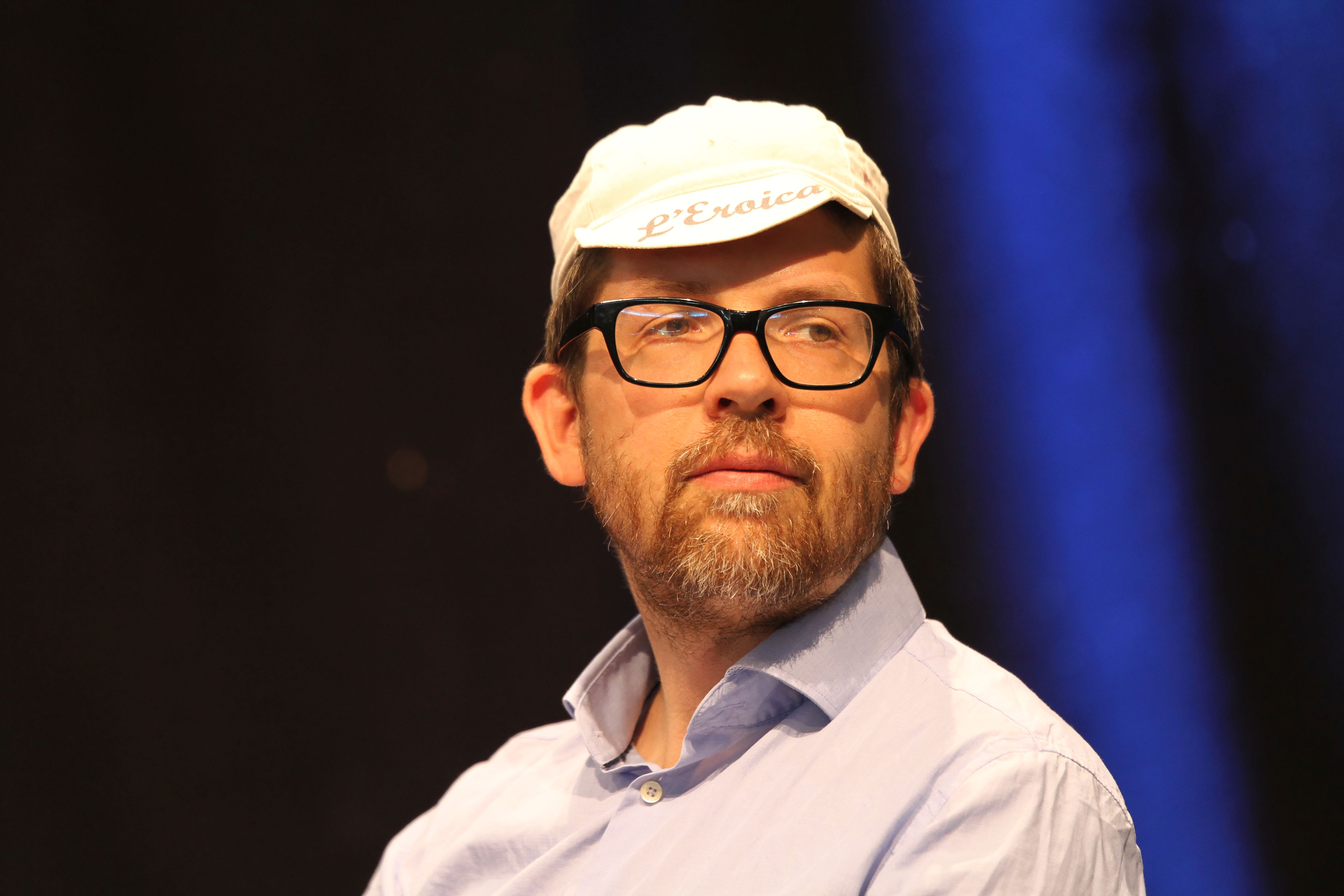
Mawil auf der Comic Con Germany, 2019

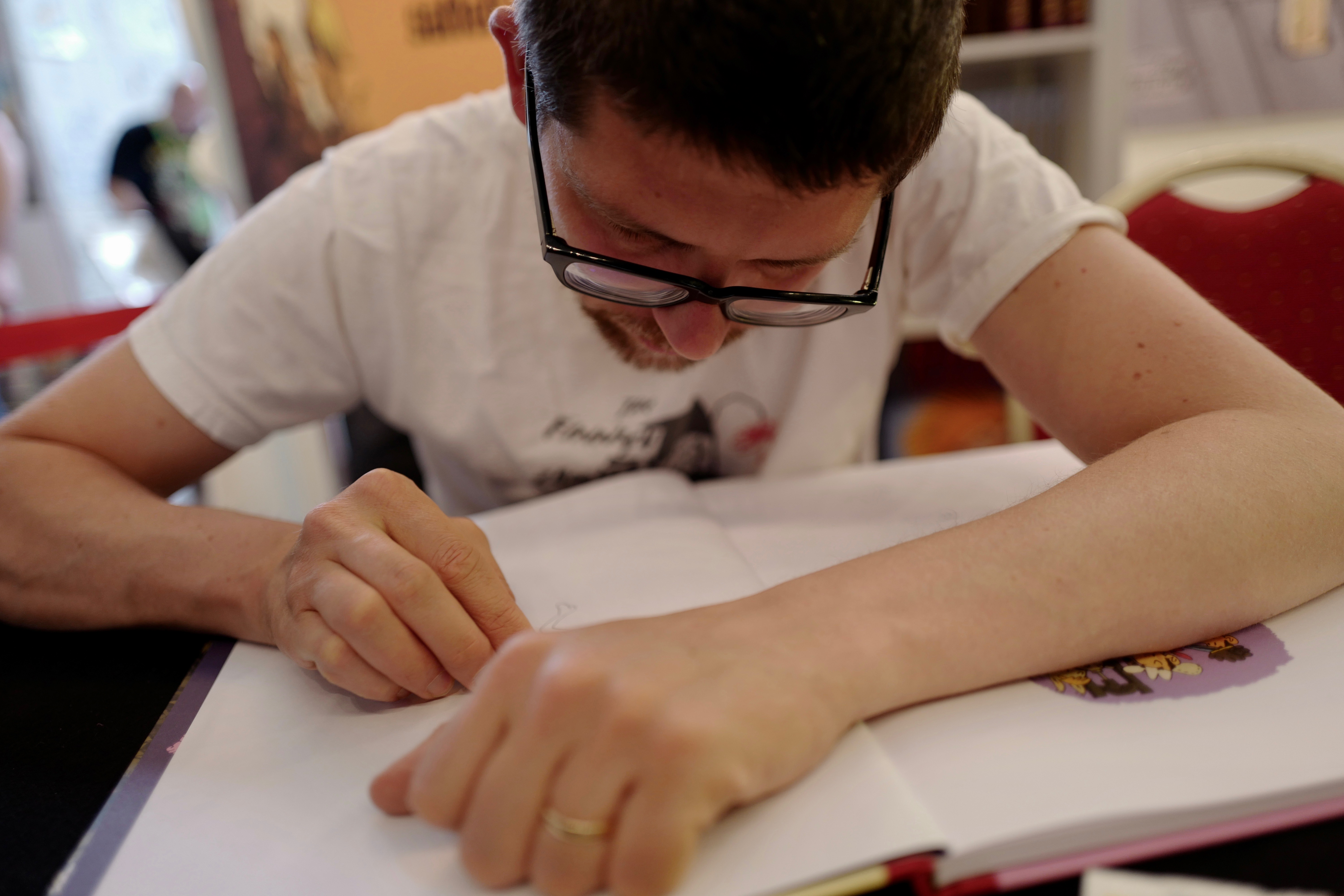
Mawil auf dem Comic-Festival München, 2019

Mawil (* 1976 in Berlin, bürgerlich Markus Witzel) ist ein deutscher Comiczeichner. Ein wiederkehrendes Thema in seinen teils autobiografischen Arbeiten ist das des liebenswerten Verlierers.

## Leben und Werk
Nachdem Mawil bereits im Alter von etwa acht Jahren mit dem Zeichnen begonnen hatte, folgte 1991 die erste Veröffentlichung eines seiner Comics durch ein Fanzine. Auffällig war der noch stark an Graffiti angelehnte Stil unter dem Serientitel Crowers.
Nach dem Abitur 1995 studierte Mawil ab 1996 Kommunikationsdesign an der Kunsthochschule Berlin-Weißensee. 2002 schloss er das Studium mit einem Diplom und der auf wahren Begebenheiten beruhenden, tragikomischen Episodengeschichte Wir können ja Freunde bleiben ab. Diese Arbeit ist seit 2003 in mehreren Auflagen publiziert worden und 2004 mit dem ICOM Independent Comic Preis in der Kategorie „Funny“ ausgezeichnet worden. Insgesamt wurde Mawil bis 2007 viermal mit diesem Preis bedacht, zusätzlich zu zwei lobenden Erwähnungen. Wir können ja Freunde bleiben wurde ab 2008 auch durch den englischen Verlag Blank Slate Books verlegt.
Ebenfalls während seines Studiums ist als Semesterarbeit der Comic Strandsafari mit Mawils Alter Ego Supa-Hasi erschienen, einem vom Leben und der Liebe etwas überforderten Hasen mit überdimensioniertem Kopf. Diese Figur stellt zwar eine Weiterentwicklung des ursprünglichen Charakters Supa-Lumpi dar, fungiert laut Aussage des Künstlers aber mehr als Hauptdarsteller bei fiktiven Erzählungen im Gegensatz zum autobiografischen Mawil-Charakter. Zudem stellt Supa-Hasi eine Art Logo dar und taucht daher auch in anderen Publikationen Mawils am Rande auf.
Seine Comics sind in Magazinen wie Epidermophytie, Moga Mobo, Panik Elektro, Renate, Strapazin, Stripburger, Ziniol und Zeitungen wie der Welt Kompakt erschienen. Mittlerweile haben viele von Mawils Publikationen auch den Weg ins Ausland gefunden. Auf der Webseite des Künstlers finden sich zahlreiche Querverweise auf Publikationen in Frankreich, Polen, Spanien und den USA.
Die Gruppe Monogatari, die aus sechs Berliner Zeichnern bestand, wurde während des Studiums von Mawil mitgegründet. Während des Bestehens machten die Mitglieder durch vielfältige Veröffentlichungen, Ausstellungen und sonstige Aktivitäten von sich reden. Später war Mawil zudem Teil eines weiteren Atelierkollektivs, genannt Berlin Comix. Zu deren Mitgliedern gehörten Andreas Michalke, Fil und Reinhard Kleist. Diese Formation veröffentlichte den Sammelband Geschichten aus dem Comicgarten sowie die kleinformatige Magazinreihe Teufel & Pistolen.
Neben seiner Tätigkeit als Comiczeichner arbeitet Mawil auch als Illustrator für Zeitungen. Zudem veröffentlichte der Berliner Tagesspiegel eine Reihe von Geschichten, die exklusiv und im Wechsel mit Arne Bellstorf (seit Januar 2016 Barbara Yelin), Flix und Tim Dinter gestaltet wurden.
Im Mai 2019 gestaltete er mit der Lucky-Luke-Figur die Kinderbeilage der Jungen Welt mit und berichtete über seine Rolle als neuer Lucky-Luke-Zeichner. In der Hommage an den Kultcomic lässt Mawil Lucky Luke statt auf seinem Pferd Jolly Jumper zu großen Teilen auf einem Fahrrad unterwegs sein, weil, wie er erklärte, er ein „absoluter Fahrradfan“ sei. Im März 2020 saß Mawil wegen der COVID-19-Pandemie auf der Schwäbischen Alb in familiärer Quarantäne fest und entwarf für die Süddeutsche Zeitung das Plakat Abstand halten!, das die Mitmenschen an die wichtigste Regel in Zeiten des Kontaktverbotes erinnern soll.
Mawil war auch für die Berliner Filmlounge tätig und der Videoclip zu Guten Tag (Die Reklamation) von der Band Wir sind Helden wurde von Mawil und Kathi Käppel umgesetzt. Letztere ist ebenfalls Teil der Monogatari-Gruppe gewesen.
2015 und 2016 war er Jurymitglied der Auszeichnung Das außergewöhnliche Buch des Kinder- und Jugendprogramms des Internationalen Literaturfestivals Berlin.

## Pressestimmen und Zitate
„Der Junge kann halt zeichnen, das muss er auch studieren.“

„Der Woody Allen der hiesigen Comiclandschaft.“

„... man kommt um den großen New Yorker Stadtneurotiker wirklich kaum herum, wenn man nach Vergleichen für das sucht, was Mawil in seinen beiden extrem empfehlenswerten Büchern ‚Wir können ja Freunde bleiben‘ und ‚Die Band‘ tut: Er setzt das ewige Scheitern seiner Hauptfigur in ein dermaßen komisches Licht, daß jeder andere Liebes- und Lebensangsthase, der das liest, darin nicht nur Trost findet, sondern zumindest für ein paar Momente nie wieder einer von diesen langweiligen Gewinnern sein möchte.“

## Publikationen (Auswahl)
- Berg-Hasi. Monogatari, Berlin 2001, ISBN 3-931377-93-8.
- Geschichten aus dem Comicgarten. Berlin Comix, Berlin 2002, u. a. mit Reinhard Kleist und Andreas Michalke.
- Strandsafari. Schwarzer Turm, Hünfeld 2002, ISBN 3-934167-12-8.
- Wir können ja Freunde bleiben. Reprodukt, Berlin 2003, ISBN 3-938511-16-8.
- Rückenwind. Moga Mobo, Berlin 2004, u. a. mit Uli Oesterle u. Naomi Fearn.
- Die Band. Reprodukt, Berlin 2004, ISBN 3-931377-45-8.
- Das große Supa-Hasi-Album. Reprodukt, Berlin 2005, ISBN 3-938511-09-5.
- Meister Lampe. Reprodukt, Berlin 2006, ISBN 3-938511-70-2.
- Action Sorgenkind. Reprodukt, Berlin 2007, ISBN 978-3-938511-81-7.
- Mendrisio. Reprodukt, Berlin 2010, ISBN 978-3-941099-53-1.
- Kinderland. Reprodukt, Berlin 2014, ISBN 978-3-943143-90-4.[6]
- The Singles Collection. Reprodukt, Berlin 2015, ISBN 978-3-95640-064-3.
- Lucky Luke sattelt um: Lucky Luke Hommage 3. Egmont, Berlin 2019, ISBN 978-3-7704-4060-3.
- Power Prinzessinnen Patrouille, Reprodukt, Berlin 2021, ISBN 978-3-95640-295-1
- Mauer, Leiter, Bauarbeiter, Reprodukt, Berlin 2021, ISBN 978-3-95640-294-4
- Papa macht alles falsch, Reprodukt, Berlin 2022, ISBN 978-3-95640-310-1
- Die Feuerwehr macht Urlaub, Reprodukt, Berlin 2022, ISBN 978-3-95640-360-6
- Fritzi Frühaufsteher, Reprodukt, Berlin 2023, ISBN 978-3-95640-343-9
- Mukkekukke – Comics zu Musik, Reprodukt, Berlin 2024, hrsg. von Anke Kuhl und Moni Port, ISBN 978-3-95640-425-2
- Ab dafür : 10 Trio-Songcomics, Ventil, Mainz 2024, u. a. mit Helena Baumeister, Gregor Hinz und Nicolas Mahler, ISBN 978-3-95575-226-2

## Auszeichnungen (Auswahl)
- 2014: Max-und-Moritz-Preis, Kategorie Bester deutschsprachiger Comic für Kinderland[7]
- 2019: Rudolph-Dirks-Award, Kategorie Action/Abenteuer für Lucky Luke Hommage 3: Lucky Luke sattelt um
- 2021: Wilhelm-Busch-Preis